# Pedro de Andrade Caminha
Pedro de Andrade Caminha (ur. po 1520, zm. 1589) – poeta portugalski okresu renesansu.

## Życiorys
Pedro (Pêro) de Andrade Caminha urodził się po roku 1520 w Porto. Dokładna data jego narodzin nie jest znana. Był przyjacielem Francisca de Sá de Miranda i Antónia Ferreiry. Był dworzaninem króla Jana III. Brał udział w tragicznej wyprawie króla Sebastiana I do Afryki. Zmarł w Vila Viçosa 9 września 1589 roku. Dzieła poety zostały wydane dopiero w 1791 roku. W 1898 roku w Halle Joseph Priebs opublikował kolejne, wcześniej nieznane utwory.

## Twórczość
Pedro de Andrade Caminha był poetą bardzo płodnym. Pisał wiersze liryczne. Tworzył sielanki (vilancete), piosenki (cantiga), sonety (soneto), pieśni (canções), ballady (balata), sestyny (sextina) i epigramaty (epigrama). Jeden z sonetów przełożył angielski znawca literatury portugalskiej John Adamson i zamieścił go w pierwszym tomie swojej antologii Lusitania Illustrata z 1842 roku. Przekład ten znalazł się też w antologii The Poets and Poetry of Europe Henry'ego Wadswortha Longfellowa.